# Pan-Arabische Spelen
De Pan-Arabische Spelen zijn een multidisciplinair sportevenement die wordt georganiseerd door de Arabische Unie van Nationale Spelen. Bij de oprichting van deze Spelen was het doel de Arabische identiteit onderling te vergroten en de jeugd met elkaar in verbinding te brengen. De eerste editie werd gehouden in 1953 en vond plaats in Alexandrië, Egypte. Het originele idee was om de Spelen elke vier jaar te organiseren, echter was dit vanwege financiële en politieke redenen niet te realiseren. Vrouwen mogen deelnemen sinds de editie van 1985.
In 2023 vindt de 13e editie plaats van dit evenement. Deze vindt voor het eerst niet in één stad plaats maar in vijf verschillende; Algiers, Oran, Constantine, Annaba en Tipaza.

## Deelnemende landen
Tijdens de Spelen van 2023 namen, net als in 2004 en 2007, alle 22 landen van de Arabische Liga deel.
| - Algerije - Bahrein - Comoren - Djibouti - Egypte - Irak - Jordanië - Koeweit - Libanon - Libië - Mauritius | - Marokko - Oman - Palestina - Qatar - Saoedi-Arabië - Somalië - Soedan - Syrië - Tunesië - Verenigde Arabische Emiraten - Jemen |

## Edities
| Editie | Jaar | Periode                   | Plaats              | Deelnemende landen | Deelnemende atleten | Sporten |
| ------ | ---- | ------------------------- | ------------------- | ------------------ | ------------------- | ------- |
| I      | 1953 | 26 juli - 10 augustus     | Alexandrië, Egypte  | 9                  | 657                 | 10      |
| II     | 1957 | 13-27 oktober             | Beiroet, Libanon    | 10                 | 1325                | 14      |
| III    | 1961 | 24 augustus - 8 september | Casablanca, Marokko | 9                  | 1127                | 11      |
| IV     | 1965 | 2-14 september            | Caïro, VAR          | 14                 | 1500                | 13      |
| V      | 1976 | 6-21 oktober              | Damascus, Syrië     | 11                 | 2500                | 14      |
| VI     | 1985 | 24 augustus - 8 september | Rabat, Marokko      | 20                 | 2000                | 18      |
| VII    | 1992 | 4-18 september            | Damascus, Syrië     | 17                 | 2500                | 17      |
| VIII   | 1997 | 13-27 juli                | Beiroet, Libanon    | 20                 | 2200                | 21      |
| IX     | 1999 | 15-31 augustus            | Amman, Jordanië     | 21                 | 5504                | 26      |
| X      | 2004 | 24 september - 10 oktober | Algiers, Algerije   | 22                 | 5525                | 32      |
| XI     | 2007 | 11-26 november            | Caïro, Egypte       | 22                 | 6000                | 32      |
| XII    | 2011 | 9-23 december             | Doha, Qatar         | 21                 | 6000                | 33      |
| XIII   | 2023 | 5-15 juli                 | Algerije            | 22                 | 3800                | 22      |
| XIV    | 2027 | Onbekend                  | Onbekend            |                    |                     |         |

## Sporten

### Huidig
De volgende 20 sporten worden beoefend tijdens de Spelen van 2023:
| Atletiek (details) Badminton (details) Basketbal (details) Boksen (details) Bowlen (details) Breakdance (details) Gewichtheffen (details) Gymnastiek details) Handbal details Judo details | Karate details Schaken (details) Schermen (details) Tafeltennis (details) Voetbal (details) Volleybal (details) Wielersport (details) Worstelen (details) Zeilen (details) Zwemmen (details) |

#### Demonstratie sporten
Tevens zijn er drie sporten als demonstratie sport toegevoegd:
| Atletiek (details) (para-atletiek) Basketbal (details) (rolstoelbasketbal) Goalball (details) |

### Verleden
De onderstaande 17 sporten zijn in het verleden beoefend tijdens de Spelen:
| Biljartsport (details Bodybuilding (details) Boogschieten (details) Bridge (details) Duiksport (details) Golf (details) Kameelracen (details) Kickboxen (details) Moderne vijfkamp (details) | Paardensport (details) Roeien (details) Schietsport (details) Squash (details) Surfen (details) Taekwondo (details) Tennis (details) Vinzwemmen (details) Waterpolo (details) |

## Medaillespiegel
Onderstaand tabel geeft het volledige overzicht weer van de gewonnen medailles per land tot en met de editie van 2011.
| Plaats | Land                          | Goud | Zilver | Brons | Totaal |
| 1      | Egypte                        | 621  | 426    | 375   | 1422   |
| 2      | Tunesië                       | 280  | 226    | 295   | 801    |
| 3      | Marokko                       | 278  | 237    | 276   | 791    |
| 4      | Algerije                      | 255  | 305    | 321   | 881    |
| 5      | Syrië                         | 229  | 239    | 316   | 784    |
| 6      | Verenigde Arabische Republiek | 122  | 74     | 49    | 245    |
| 7      | Libanon                       | 82   | 122    | 190   | 394    |
| 8      | Irak                          | 82   | 121    | 183   | 386    |
| 9      | Qatar                         | 74   | 80     | 100   | 254    |
| 10     | Jordanië                      | 70   | 125    | 176   | 371    |
| 11     | Saoedi-Arabië                 | 69   | 97     | 126   | 292    |
| 12     | Koeweit                       | 40   | 61     | 117   | 218    |
| 13     | Verenigde Arabische Emiraten  | 29   | 36     | 53    | 118    |
| 14     | Bahrein                       | 26   | 20     | 46    | 92     |
| 15     | Soedan                        | 24   | 42     | 36    | 102    |
| 16     | Libië                         | 21   | 38     | 52    | 111    |
| 17     | Oman                          | 14   | 16     | 21    | 51     |
| 18     | Jemen                         | 7    | 10     | 19    | 36     |
| 19     | Palestina                     | 5    | 18     | 63    | 86     |
| 20     | Djibouti                      | 1    | 2      | 1     | 4      |
| 21     | Noord-Jemen                   | 1    | 0      | 1     | 2      |
| 22     | Somalië                       | 0    | 4      | 1     | 5      |
| 23     | YMD                           | 0    | 0      | 1     | 1      |
| -      | Comoren                       | 0    | 0      | 0     | 0      |
| -      | Mauritanië                    | 0    | 0      | 0     | 0      |